# Ilham Tohti

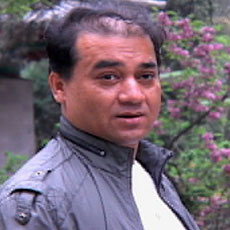
Ilham Tohti (2011)

Ilham Tohti (uigurisch ئىلھام توختى Ilⱨam Tohti, chinesisch 伊力哈木•土赫提, Pinyin Yīlìhāmù Tǔhètí; * 25. Oktober 1969 in Artux, Autonomer Bezirk Kizilsu, Xinjiang) ist ein chinesischer Wirtschaftswissenschaftler, Hochschullehrer und Regierungskritiker aus der Ethnie der Uiguren.

## Leben
Tohti machte seinen Abschluss an der Pädagogischen Universität Nordostchinas in Changchun, Provinz Jilin in der Mandschurei, und ging danach nach Peking, wo er an der Fakultät für Wirtschaftswissenschaft der Zentralen Nationalitäten-Universität lehrte.
Ilham Tohti ist mit Guzelnur verheiratet, mit der er zwei Söhne hat. Aus einer früheren Beziehung stammt ein älteres Kind, seine Tochter Jewher.

## Verfolgung als Regimekritiker
2006 gründete Tohti die Website UyghurOnline.com mit dem Zweck, ein besseres Verhältnis und Verständnis zwischen Han-Chinesen und Uiguren herzustellen. 2008 schlossen die chinesischen Behörden diese Website, die von Radio Free Asia aus den USA als „moderne, intellektuelle Website für soziale Themen“ bezeichnet wurde.
Im März 2009 kritisierte Tohti in einem Radiointerview die Politik der chinesischen Regierung in Xinjiang, besonders die Siedlungspolitik in Bezug auf die Han-Chinesen. Durch diese Politik werde das Problem der Arbeitslosigkeit unter den Uiguren verschärft. Des Weiteren kritisierte er den Gouverneur von Xinjiang, Nur Bekri, als „unqualifiziert“ und verlangte für Xinjiang die konkrete Umsetzung des Gesetzes für regionale Autonomie.
Tohti vertrat den Standpunkt, dass uigurische Aktivisten in Xinjiang und internationale Terroristengruppen wie Al-Qaida keine Verbindung hätten und die chinesische Regierung und Medien den Kampf gegen den Terrorismus als Grund vorschöben, um die Minderheiten stärker anzugreifen.
Noch im März 2009 wurde Tohti verhaftet und unter dem Vorwurf, separatistische Bestrebungen zu unterstützen, mehrmals verhört. Nachdem Anfang Juli 2009 in Ürümqi, der Hauptstadt Xinjiangs, Unruhen mit mehr als 150 Todesopfern unter Han-Chinesen wie Uiguren ausgebrochen waren, behauptete Gouverneur Bekri, die wieder aktive Website UyghurOnline habe die Ereignisse provoziert. Tohti wurde abermals verhaftet. Die Schriftsteller und Blogger Wang Lixiong und Tsering Woeser veröffentlichten in ihrem Blog eine Petition zu seiner Freilassung. Am 14. Juli 2009 hatten bereits mehr als 250 Han-Chinesen und auch Vertreter ethnischer Minderheiten wie der Blogger Ran Yunfei, ein Angehöriger der Minderheit der Tu, die Petition mit der Bitte um Freilassung Tohtis unterzeichnet. Insgesamt unterzeichneten die Petition 397 Menschen aus 30 Ländern. Im August 2009 wurde Tohti aus der Haft entlassen. Seine Reisefreiheit und die seiner Familienangehörigen blieben jedoch eingeschränkt.
Am 15. Januar 2014 wurden Ilham Tohti und seine Mutter in Peking verhaftet. Seine Wohnung wurde durchsucht und sein Computer und Telefon beschlagnahmt. Am 23. September 2014 verurteilte ihn das Mittlere Volksgericht von Ürümqi nach zwei Verhandlungstagen wegen „Separatismus“ zu lebenslanger Freiheitsstrafe und beschlagnahmte sein Vermögen. Sein Verteidiger legte erfolglos Berufung ein.

## Auszeichnungen

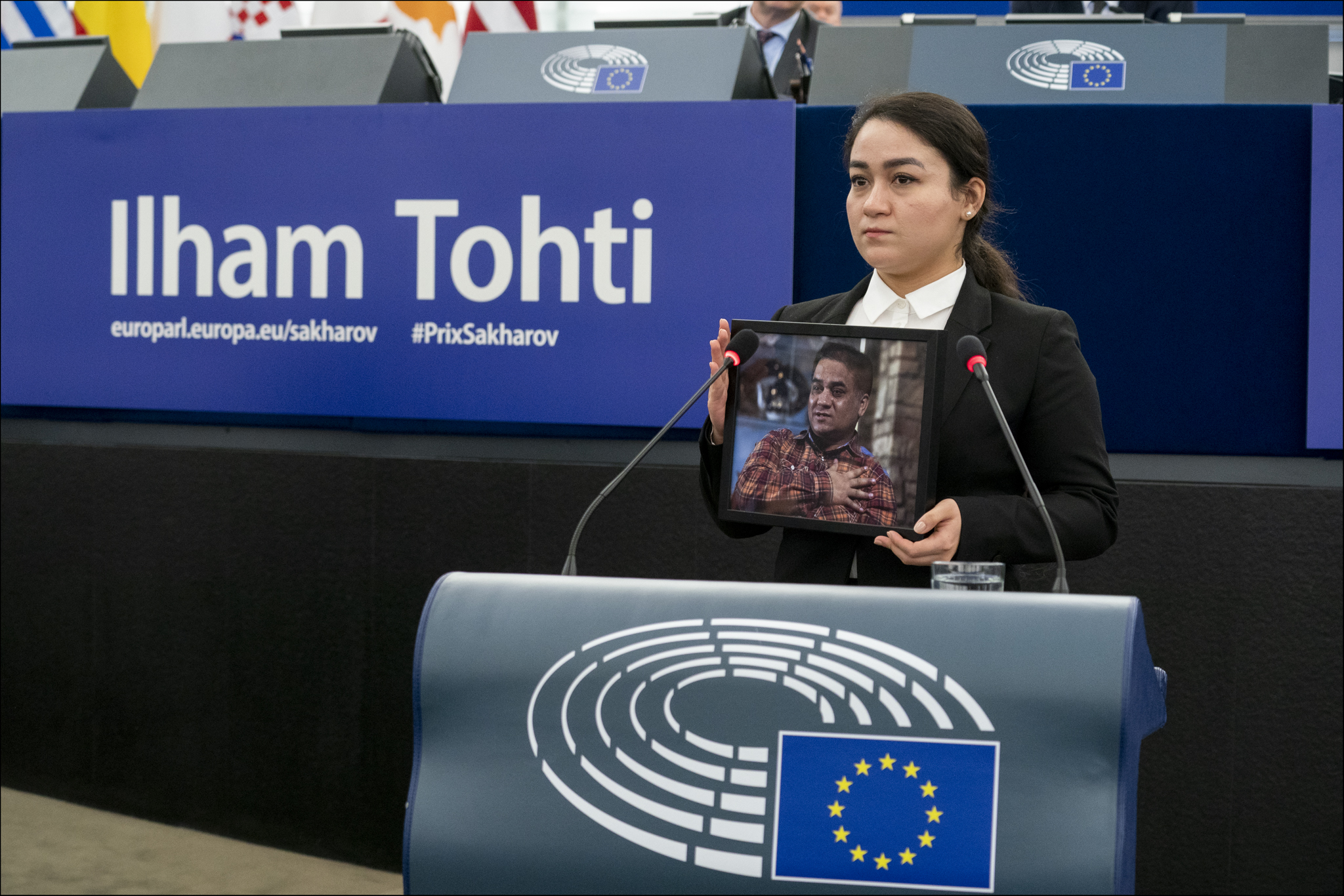
2019 erhielt Tohti den Sacharow-Preis des Europäischen Parlaments; seine Tochter Jewher nahm die Würdigung stellvertretend entgegen.

- 2016 wurde Tohti in Genf der Martin Ennals Award zuerkannt. Im selben Jahr wurde er außerdem für den Sacharow-Preis nominiert,[11][12] den er 2019 erhielt.
- 2017: Menschenrechtspreis der Stadt Weimar
- 2019: Václav-Havel-Menschenrechtspreis[13]
- 2019: Sacharow-Preis;[14] von seiner Tochter stellvertretend entgegengenommen[15]

## Werke
- We Uyghurs Have No Say: An Imprisoned Writer Speaks. Verso, London 2022, ISBN 978-1-83976-404-2 (Übersetzt von Yaxue Cao, Cindy Carter, Matthew Robertson).